# Fußgängerfreundlichkeit
Unter Fußgängerfreundlichkeit versteht man die Qualität eines Ortes für die Fortbewegung zu Fuß. Im weiteren Sinne beschreibt sie, ob beziehungsweise wie gut es dort möglich ist, die Wege des Alltags (Arbeit, Einkauf, Freizeit etc.) zu Fuß zurückzulegen.

## Historische Entwicklung
Bevor im 19. Jahrhundert andere Transportmittel stärkere Verbreitung fanden, wurden nahezu alle Wege zu Fuß zurückgelegt. Dennoch waren die Städte in dieser Zeit nicht unbedingt fußgängerfreundlich im heutigen Sinne, insbesondere weil Wege oft nicht befestigt waren oder Unrat und Abwässer auf die Straßen entsorgt wurden, sodass das Zufußgehen unkomfortabel war.
Die Urbanisierung des 19. und frühen 20. Jahrhunderts brachte in Europa einerseits eine Verbesserung der Fußgängerfreundlichkeit durch Befestigung von Straßen und Wegen, die Anlage von Kanalisationen zum Abwassertransport sowie die Erhöhung der Sicherheit durch Trennung des Verkehrs in Gehwege und Fahrbahnen für verschiedene Fortbewegungsarten - auch wenn letzteres auch die Bewegungsfreiheit für Fußgänger einschränkte. Andererseits wurden einige Städte so groß, dass dort nicht mehr alle Wege zu Fuß zurückgelegt werden konnten.
Die Automobilisierung und die damit verbundene Suburbanisierung des 20. Jahrhunderts brachten einen großen Einschnitt in der Fußgängerfreundlichkeit, da sie zu einer räumlichen Entmischung verschiedener Lebensfunktionen führten. Der Wohnort lag vom Arbeitsort getrennt. Der Einkauf und die Freizeitgestaltung verlagerten sich ebenfalls weg vom Wohnort. So wurde es mancherorts unmöglich, die Wege des Alltags zu Fuß zurückzulegen. Dadurch ging der Anteil des Fußverkehrs am Modal Split insbesondere in der zweiten Hälfte des 20. Jahrhunderts zurück.
Die Kritik an der früher propagierten autogerechten Stadt führte gegen Ende des 20. Jahrhunderts zu einem Umdenken in der Planungskultur, die seither wieder stärker auf Fußgängerfreundlichkeit abzielt. Verdeutlicht wurde dies durch die Anlage zahlreicher Fußgängerzonen und andere Verkehrsberuhigungsmaßnahmen sowie das Leitbild der Stadt der kurzen Wege.

## Regionale Unterschiede
Die europäische Stadt ist im Grunde ihrer Morphologie eher auf Fußgängerfreundlichkeit ausgerichtet.
Dagegen ist Fußgängerfreundlichkeit (engl. walkability) in den Vereinigten Staaten, Kanada und Australien schwerer umsetzbar. Die dortigen Städte sind wesentlich weitläufiger und im Einklang mit der Automobilisierung entstanden. Deshalb sind dort Maßnahmen zu mehr Fußgängerfreundlichkeit eine große thematische Herausforderung in der Stadtplanung und eine Kernforderung der Anhänger des New Urbanism und des New Pedestrianism.

## Stadtplanung
Im Großen betrachtet ist es schwierig, eine einmal relativ fußgängerfeindliche Stadt (wie etwa Los Angeles) für Fußgänger attraktiver zu machen, da es umständlich ist, im Nachhinein eine Verdichtung der Baustrukturen, Durchmischung verschiedener räumlicher Funktionen und dadurch eine Verkürzung der Wegedistanzen zu erzielen.
Im Kleinen lässt sich durch einzelne bauliche Maßnahmen oftmals eine punktuelle Verbesserung herbeiführen.
Fußgänger sind die umwegsensibelsten Verkehrsteilnehmer. Eine logische und kurze Wegführung ist für sie wichtig. Möglich ist diese durch den Einsatz von Ampeln und Querungshilfen an der richtigen Stelle, anstatt umwegiger und nicht barrierefreier Über- oder Unterführungen.
Kurze Abstände zwischen Querungsmöglichkeiten räumlicher Barrieren wie Bahnstrecken, Hauptstraßen oder Flüssen sind notwendig, um die Fußgängerfreundlichkeit im Gebiet zu erhöhen und Unfälle durch nicht vorgesehene Überquerungen zu vermeiden.
Fußgänger wählen immer den kürzesten Weg. Trampelpfade durch Grünanlagen oder Spuren im Schnee machen diese Wunschlinien sichtbar. Sie können Planern Hinweise geben, wie die Fußgängerfreundlichkeit eines Orts verbessert werden kann.